# 川邊町
川邊町（日语：／ Kawabe chō */?）為岐阜縣加茂郡所轄的町。